# كي باس
كي باس، (بالإنجليزية: KeePass)‏، هو برمجية حرة مفتوحة المصدر لإدارة كلمات السر، مجاني لمنصة مايكروسوفت وندوز مع نسخ لأنظمة أخرى، يدعم رسميًا أنظمة تشغيل ماك أو إس، ولينكس، من خلال استخدام نظام تشغيل مونو.
بالإضافة إلى ذلك، هناك العديد من المنافذ غير الرسمية لأجهزة ويندوز فون، وأندرويد وآي أو إس وبلاك بيري.
يخزن «كي باس» أسماء المستخدمين، وكلمات المرور، والحقول الأخرى، بما في ذلك الملاحظات ذات الشكل الحر ومرفقات الملفات، في ملف مشفر.
يمكن حماية هذا الملف بأي مجموعة من كلمة مرور رئيسية وملف مفتاح وتفاصيل حساب مايكروسوفت ويندوز، الحالي. بشكل افتراضي، يتم تخزين قاعدة بيانات «كي باس» على نظام ملفات محلي (على عكس التخزين السحابي).

## المميزات

### المحمولية
منذ الأصدار الثاني، البرانامج يتطلب مكتبة.net.
يتوفر البرنامج كملف مضغوط بصيغة zip (يتطلب.net) ليعمل على وسيط تخزين مباشرة دون أن يترك ملفات مخزنة على النظام.

### إدارة كلمات السر
كيباس يخزن كلمات السر ويقسمها في مجموعات، هي أيضا يمكن تقسيمها لمجموعات فرعية، وضع أيقونات للمجموعات ولكمات السر، ألحاق ملفات وملاحظات مع كلمات السر.

### استيراد وتصدير كلمات السر
يدعم التصدير وأستيراد قواعد كلمات السر من عدة صيغ TXT,إتش تي أم إل، إكس أم إل، csv.

### مولد كلمات السر
كي باس يدعم مولد كلمات سر عشوائية، تبذير كلمات السر يمكن أن يتم عن حركة الماوس أو ضغطات كيبورد عشوائية

### الملحقات
كيباس يدعم الملحقات متوفرة في الموقع الرسمي.

### الأصدارات المختلف
البرنامج يعمل بنسخ محورة على أنظمة أخرى مثل لينكس وماك باسم KeePassX, أندوريد باسم KeePassDroid, أي أو أس، ماك، جافا الأصدار المصغر.. إلخ.

### دعم العربية
دعم اللغة العربية متوفر في الأصدار الأول لكن لم يتم على الأصدار الثاني.